# Yoshito Yasuhara
Yoshito Yasuhara (安原 義人?, Yasuhara Yoshito; Aioi, 17 novembre 1949) è un attore e doppiatore giapponese, affiliata con l'agenzia Haikyo.
È anche membro del Theatre Echo, una compagnia teatrale ed agenzia di talenti, conosciuta per i suoi spettacoli comici. In Giappone è celebre per essere il doppiatore locale di Mickey Rourke e Mel Gibson.

## Ruoli

### Serie televisive
- Blocker Gundan IV: Machine Blaster
- Cat's Eye (Toshio Utsumi)
- Cats & Company (Grandpa, Leroy)
- Cyberpunk: Edgerunners (Jimmy Kurosaki)
- Dokaben (Santarō Hohoemi, Sankichi Sakata)
- DT Eitoron (Doctor Genesis)
- Il Vangelo per i bambini (Doctor Tokio Taimu - "Professor Humphrey Bumble" in the U.S. version)
- Galactic Hurricane Sasuraiger (Narration)
- Gowappā 5 Godam (Gō Tsunami)
- Great Pretender (James Coleman)
- Haikara-san ga Tōru (Shingo Onishima)
- Hakugei: Legend of the Moby Dick (White Hat)
- High School! Kimengumi (Takuma Sessa)
- Jikū Bōkenki Zentrix (Doctor Kōi)
- Ken il Guerriero (Jūza)
- Konjiki no Gash Bell! (Doronma)
- Magical Idol Pastel Yumi (Ichirō Hanazono)
- Mirai Robo Daltanious (Danji Hiiragi)
- Monster (Hekkeru)
- Mū no Hakugei (Narration)
- New Panty & Stocking with Garterbelt (Ispettore Dario)
- Ozu no Mahōtsukai (Scarecrow)
- Pāman (TV Asahi version) (Birdman)
- PaRappa the Rapper (Prince Fleaswallow)
- Petite Princess Yucie (Fairy King)
- The Rose of Versailles (Louis the 16th)
- Rurouni Kenshin (Shinomori Aoshi)
- Space Battleship Yamato (Kenjirō Ōta)
- Space Emperor God Sigma (Juri Noguchi)
- Tentōmushi no Uta (Kaji Isshū)
- Tokimeki Tonight (Mori Etō)
- Tokusō Kihei Dorvack (Maruseru)
- Tondemo Senshi Muteking (Caster Robo, Omatsuri Robo)
- Tōshi Gordian (Daigo Ōtaki)
- Wakakusa no Charlotte (Sandy)
- Wild Arms (Valeria)
- The Wonderful Adventures of Nils (Morten)
- Yakyūkyō no Uta (Sentō)

### OVA
- Area 88 (Satoru Kanzaki)
- California Crisis: Tsuigeki no Hibana (Noera)
- Harlock Saga (Alberich)
- Legend of the Galactic Heroes (Boris Konev)
- Lupin Zero (Lupin I)
- Naniwa Kin'yūden: Minami no Teiō (Ginjirō Manta)
- Shinshū Sudamahen (Ichidō Kanketsu)
- Terashima-chō Kidan (Gramps)

### Videogiochi
- Dissidia Final Fantasy: Opera Omnia (Shadow)
- Genji: Days of the Blade (Taira no Noritsune)
- Granblue Fantasy (Sevastein)
- JoJo's Bizarre Adventure: Heritage for the Future (Hol Horse, J. Geil)
- Mega Man ZX Advent (Maestro Albert)
- Super Robot Wars Z (Julie Noguchi)
- Super Robot Wars Z2: Destruction Chapter (Julie Noguchi)
- Super Robot Wars Z2: Rebirth Chapter (Julie Noguchi)

### Film d'animazione
- Gekijōban mahōka kōkō no rettōsei: Hoshi o yobu shōjo (Takao Kanemaru)
- Hamtaro: Ham Ham Ham Maboroshi no Princess (Sabaku-nya)
- Kindaichi Case Files 2: Satsuriku no Deep Blue (Makoto Wakabayashi)
- Laputa - Castello nel cielo (Louie)
- Locke the Superman (Yamaki)
- One Piece: Baron Omatsuri and the Secret Island (Burīfu)
- Pa-Pa-Pa The Movie Pāman (Birdman)
- Space Battleship Yamato (Kenjirō Ōta)
- Technopolis 21C (Kyōsuke Mibu)
- Tsushimamaru: Sayonara Okinawa (Miyasato)